# پسر مریم
پسر مریم فیلمی در حوزه کودک و نوجوان به کارگردانی و نویسندگی حمید جبلی ساختهٔ سال ۱۳۷۷ است.

## خلاصه داستان
رحمان مؤذن نوجوان روستا با دیدن تابلوی تازه حضرت مریم که برای کلیسای روستا آورده شده، به یاد مادر خود می‌افتد. کشیش پیر برای آماده شدن کلیسا برای مراسم مذهبی، تصمیم می‌گیرد راه قنات قدیمی نزدیک کلیسا را باز کند. رحمان به او کمک کرده، اما پدرش او را سرزنش می‌کند. وقتی پدر رحمان برای تهیه وسایل لازم جهت مراسم ماه محرم از روستا بیرون می‌رود، رحمان هنگام اذان گفتن متوجه کشیش می‌شود که قصد نصب صلیب روی بام کلیسا را دارد ولی از نردبان می‌افتد و آسیب می‌بیند. رحمان کشیش را به بستر می‌برد و کشیش شمارهٔ تلفن برادرش ژرژ را به او می‌دهد. رحمان، برادر کشیش را تلفنی نمی‌یابد و به ارومیه می‌رود تا او را پیدا کند و در این مدت داوود دوست نابینایش را مأمور مراقبت از کشیش می‌کند. رحمان و ژرژ به روستا می‌آیند و ژرژ برادرش را به بیمارستان می‌برد و در غیاب کشیش، رحمان و داوود از کلیسا مراقبت می‌کنند. آن‌ها همه چیز را برای مراسم مذهبی کلیسا آماده می‌کنند، اما ژرژ خبر مرگ کشیش را می‌آورد. او کارت پستالی از حضرت مریم برای رحمان می‌آورد که کشیش آنرا قبل از مرگ، برای رحمان تهیه کرده بود.

## بازیگران
- محسن فلسفین
- رافیک ترگابریلیان
- زلیخا شاداب
- پروانه مظهری
- سیدهادی نائینی زاده
- سیدعلی سیدمحمدی
- علی حسین محمدحسنی
- آلیک قریبیان
- اما الکسانیان